# Antocha tuberculata
Antocha tuberculata är en tvåvingeart som beskrevs av Torii 1992. Antocha tuberculata ingår i släktet Antocha och familjen småharkrankar. Inga underarter finns listade i Catalogue of Life.